# Zele crassifemur
Zele crassifemur är en stekelart som först beskrevs av Muesebeck 1939.  Zele crassifemur ingår i släktet Zele och familjen bracksteklar. Inga underarter finns listade i Catalogue of Life.